# Собор Святої Тройці (Копичинці)
Собор Святої Тройці в Копичинцях — парафія і храм Хоростківського благочиння Тернопільської єпархії Православної церкви України в місті Копичинці Чортківського району Тернопільської области.

## Історія церкви
Історія храму в Копичинцях тісно пов'язана з історією місцевої православної громади. Священник Любомир Урбанський і парафіяни вирішили збудувати нову церкву. У грудні 1995 року вони звели тимчасове приміщення, яке освятив о. Урбанський з благословення єпископа Тернопільського і Кременецького Якова.
У 1996 році почалася підготовка до будівництва. Був розроблений проєкт собору, за яким нижній ярус мав бути храмом Божої Матері, а верхній — Святої Трійці.
У 1998 році розпочалося саме будівництво, в якому взяли участь усі парафіяни як жертводавці та виконавці робіт.
У 2000 році з благословення архієпископа Тернопільського і Кременецького Іова відкрили нижній храм, який освятив о. Любомир Урбанський. За вірне служіння та будівництво нового храму священник був нагороджений митрою.
Перша згадка про Копичинці пов'язана саме з православним храмом Різдва Христового. Зараз у новій святині проводяться богослужіння для православної громади.

## Парохи
- о. Любомир Урбанський,
- о. Віктор Урбанський.[джерело?]